# Squamish (řeka)
Squamish je krátká, nicméně mohutná řeka v kanadské provincii Britská Kolumbie. Je dlouhá přibližně 80 kilometrů a její povodí má rozlohu 3328 čtverečních kilometrů. Odvodňuje část Pobřežních hor severně od Vancouveru a teče víceméně na jih k městu Squamish. To se jmenuje po ní a sama řeka dostala jméno podle indiánského kmene Squamish, který tu žil a žije.